# SERVIS-1
SERVIS-1（Space Environment Reliability Verification Integrated System 1、実証衛星1号機）は2003年10月30日に打ち上げられた日本の人工衛星。無人宇宙実験システム研究開発機構(USEF)によって運用された。
SERVISプロジェクトは高機能かつ低コストの民生部品・技術を人工衛星に搭載し、実際に宇宙環境での耐性を実証することによって衛星技術に対する商用オフザシェルフの可能性を探り、低コスト衛星生産技術の獲得を目指している。
予定していた実験を全て終え、2005年11月1日に運用終了。2号機であるSERVIS-2は2010年に打ち上げられた。

## 実験
SERVIS-1には11の機器が搭載されていた。
| 略称      | 名称                           | 説明                                                     |
| --------- | ------------------------------ | -------------------------------------------------------- |
| VTS       | ベーン式推薬タンクシステム     | 低価格推薬排出機構を有する推薬タンク                     |
| INU       | 統合航法センサシステム         | GPS受信機、恒星センサを統合                              |
| PCDS      | 統合電力制御装置               | ピーク電力追尾、バス電圧制御、バッテリ充電制御機能を統合 |
| APDM      | 次世代パドル駆動装置           | グリース（民生）潤滑技術採用等による駆動機構             |
| ATTC      | 無調整化TTCトランスポンダ      | MMIC化、デジタル化によるマイクロ波回路の無調整化         |
| OBC       | オンボードコンピュータ         | MCM実装技術等による汎用的OBC                             |
| SIS       | スターセンサ統合型衛星制御装置 | スターセンサによる姿勢・軌道制御及びデータ処理           |
| LIB       | リチウムイオンバッテリシステム | 民生用セル使用のコバルト系電極リチウムイオン電池システム |
| FOIRU     | 光ファイバジャイロ慣性基準装置 | 光ファイバを用いた角速度検出器による慣性基準装置         |
| EMSS      | 環境計測装置                   | 宇宙の放射線環境を計測する装置                           |
| CPT       | 部品単体試験装置               | 民生部品を単体で宇宙実証試験する装置                     |
| 引用資料: |                                |                                                          |

## ミッションの結果
衛星に搭載されていた全てのモジュールは計画通りに作動した。
2005年10月31日に予定した全ての実験を完了し、これを受け翌日の11月1日午後6時8分頃、衛星の電波を停止し運用は完全に終了した。
ミッションでは多くの電気装置が試験され、1000kmの軌道上における単一事象反転の割合が地上での重イオン照射試験によって予想された割合よりも大幅に低かったと断定した。